# Craft
Craft är ett svenskt black metal-band, bildat år 1994. Från början kallade de sig Nocta, men bytte 1998 namn till Craft. Bandets texter behandlar bland annat förstörelse, död, ondska, misantropi, kaos, nihilism och hat.

## Medlemmar
Nuvarande medlemmar
- Joakim Karlsson – basgitarr (1998–2008), kompgitarr (1998– )
- Nox (Mikael Pettersson) – sång (2000– )
- Phil A. Cirone (Alex Purkis) – basgitarr (2010– )

Tidigare medlemmar
- Daniel Halén – trummor, percussion (1998–2005)
- John Doe (John Sjölin) – sologitarr (1998–2018)

Turnerande medlemmar
- Uruz (Jarle Byberg) – trummor (2014–2016)
- Trish (aka Trish Kolsvart) – trummor (2016– )
- Pär Johansson – trummor (2016– )
- H. (Henrik Huldtgren) – rytmgitarr (2016– )
- Tobias Jansson – sologitarr (2019– )

## Diskografi
Demor
- 1997 – Demo (outgiven)
- 1999 – Total Eclipse

Studioalbum
- 2000 – Total Soul Rape
- 2002 – Terror Propaganda: Second Black Metal Attack
- 2005 – Fuck the Universe
- 2011 – Void
- 2018 – White Noise and Black Metal

Singlar
- 2018 – "Darkness Falls"